# Asaccus griseonotus
Asaccus griseonotus är en ödleart som beskrevs av  Dixon och ANDERSON 1973. Asaccus griseonotus ingår i släktet Asaccus och familjen geckoödlor. IUCN kategoriserar arten globalt som livskraftig. Inga underarter finns listade i Catalogue of Life.